# 메시에 100
메시에 100은 머리털자리에 있는 Sc형 정상나선은하이다. NGC 목록에는 NGC 4321로 올라와 있다. 거리는 약 4,000만 광년이고, 시직경은 5분, 밝기는 +9.2이다.

## 같이 보기
- 메시에 천체 목록